# مونیکا آسپلوند
مونیکا آسپلوند (به انگلیسی: Monica Aspelund) (زاده ۱۶ ژوئیه ۱۹۴۶) خواننده فنلاندی است.
او نماینده فنلاند در یوروویژن ۱۹۷۷ بود.